# Leffe
Leffe je známá belgická značka prémiových klášterních piv typu ale. Vyslovuje se jako [lef].

## Historie
Opatství Notre Dame de Leffe bylo založeno v roce 1152 na řece Máze v provincii Namur, která leží v jižní Belgii. Stejně jako v mnoha jiných klášterech po celé Evropě, také zde premonstrátští kanovníci vařili pivo. S využitím znalosti předávaných z generace na generaci a složek nalezených ve volné přírodě v blízkosti opatství, kanovníci vyvinuli unikátní pivo, které se vařilo jen zde.
Opatství samotné zažívalo těžké časy, v průběhu let bylo poškozeno přírodními i lidskými pohromami. Roku 1460 bylo zničeno povodní, v roce 1466 vyhořelo a roku 1735 byl pivovar poškozen vojáky. V roce 1794 došlo během válečných událostí následkem Velké francouzské revoluce k opuštění opatství a zničení pivovaru. Kanovníci se vrátili až v roce 1902. V roce 1952] byla produkce piva obnovena díky partnerství s vlámským pivovarem Lootvoet v Overijse. Tuto společnost později koupil mezinárodní pivovarský koncern Interbrew, ze kterého postupně vznikla současná největší světová pivovarská společnost Anheuser-Busch InBev. Pivovar opatství Leffe byl však z komerčních důvodů zavřen. Od té doby se pivo této značky vaří v pivovaru v Lovani, který produkuje převážně piva značky Stella Artois. Dohodou z roku 1952 mezi opatstvím a komerčním pivovarem bylo ovšem potvrzeno, že Leffe je první pivo svého druhu. Proto lovaňský pivovar nadále platí opatství Leffe licenční poplatek.
Ve městě Dinant je pro návštěvníky otevřeno muzeum Leffe.

## Druhy piva
- Leffe Blonde (6.6% alkoholu).
- Leffe Brune (6.5%).
- Leffe Triple (8.5% ) - vařeno v pivovaru Hoegaarden.
- Leffe Radieuse a Leffe Vieille Cuvée (oba 8.4%).
- Leffe 9 (9%).
- Leffe Ruby (5%).
- Leffe Christmas - vařeno a prodáváno jen k příležitosti Vánoc.

## Podávání a pití
Podávání a pití belgických piv je ritualizováno ve větší míře než je tomu ve většině ostatních zemí. Klíčovým prvkem tohoto rituálu je použití konkrétního, často značkového skla. V Belgii je téměř každý druh piva podáván v jeho vlastním typu skla.
Přestože vlastní sklenice nemá nějaký vliv na chuť nebo texturu piva, tvar vliv mít může. Sklo ve tvaru kalichu je vhodnější pro silné, bohatě aromatizované "ale" než konvenční rovně tvarované sklo používané pro ležáky a lehká ale.

## Česko
Do ČR přiváží značky Leffe Bruin a Leffe Blonde Pivovary Staropramen.